# Lamborghini Aventador

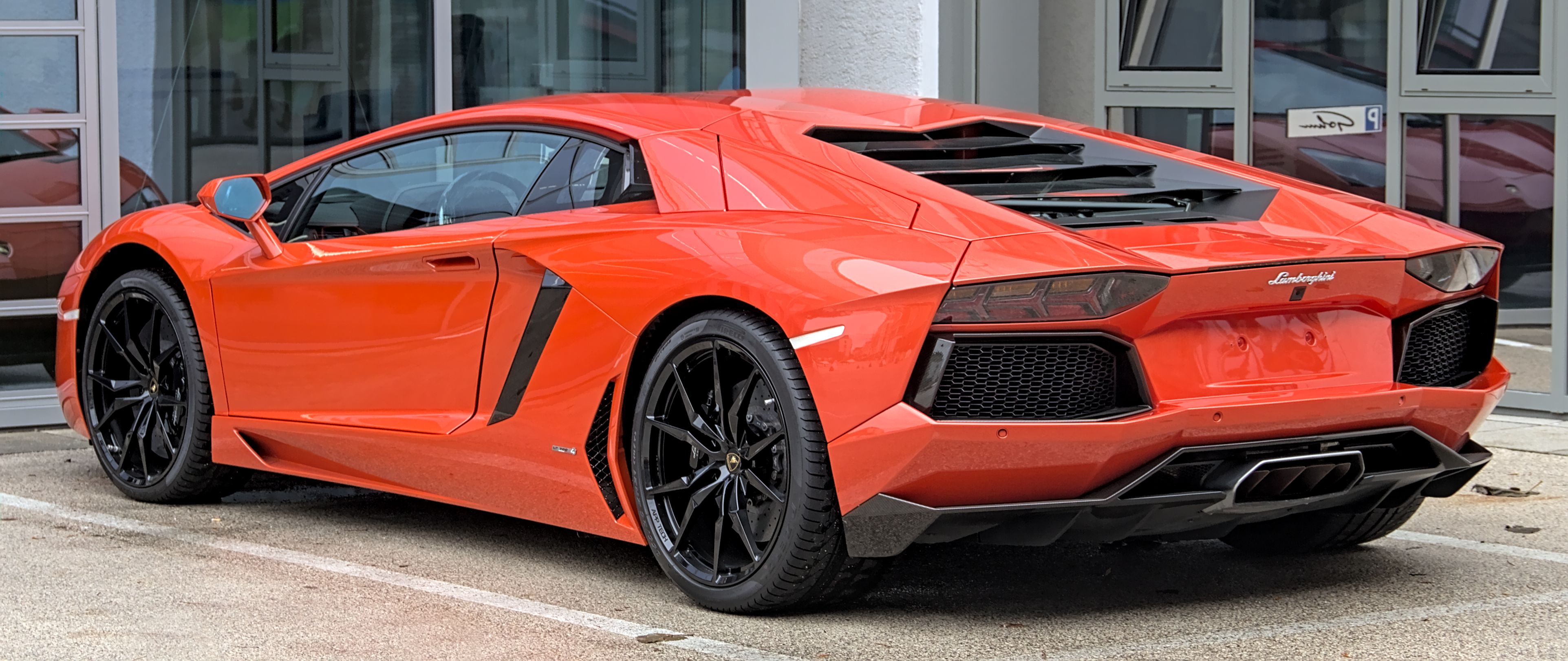
Heckansicht

Der Lamborghini Aventador ist ein Supersportwagen des Fahrzeugherstellers Lamborghini, der im März 2011 auf dem Genfer Auto-Salon als Nachfolger des Lamborghini Murciélago vorgestellt wurde. Vor Beginn der Auslieferung betrug die Wartezeit ein Jahr.
Da bei dem Brand und dem Untergang der Felicity Ace Anfang 2022 15 Aventador der limitierten LP-780-4-Ultimae-Serie zerstört wurden, nahm Lamborghini nach der offiziellen Einstellung der Baureihe die Produktion nochmals auf. Insgesamt entstanden 11.465 Fahrzeuge des Sportwagens. Das Nachfolgemodell Lamborghini Revuelto wurde im März 2023 vorgestellt.

## Namensgebung
Der Name Aventador geht auf den gleichnamigen Kampfstier zurück. Der Bulle Aventador wurde 1993 als besonders tapfer ausgezeichnet. Außerdem zeichnete er sich durch sein geringes Kampfgewicht aus, das nur knapp über dem Minimalgewicht lag.

## Technik
Die selbsttragende Karosserie (Monocoque) des Aventador wurde wie schon die der Studie Sesto Elemento zum großen Teil aus kohlenstofffaserverstärktem Kunststoff (KFK) gefertigt. Deshalb ist der Aventador mit 1575 Kilogramm 90 Kilogramm leichter als sein Vorgänger Murciélago.
Der Motor ist, wie der des Vorgängers, ein längs eingebauter V12-Mittelmotor mit 6,5 Litern Hubraum. Er leistet maximal 574 kW (780 PS) bei 8500/min und hat ein maximales Drehmoment von 720 Nm bei 6750/min. Die Kraft wird an alle vier Räder übertragen. Das Leistungsgewicht (trocken) ist geringer als beim Murciélago, es beträgt 2,69 kg/kW (1,98 Kilogramm pro PS). Der Aventador verbraucht 19,6 l/100 km, was einem CO2-Ausstoß von 452 g/km entspricht.
Als Getriebe baut Lamborghini ein sogenanntes „Independent-Shift-Rod“-Getriebe des Herstellers Oerlikon Graziano ein, das sowohl in einen Automatikmodus als auch in einen über Schaltwippen bedienbaren manuellen Modus versetzt werden kann. Gangwechsel können mit diesem neu entwickelten Getriebe in 50 Millisekunden vollzogen werden. Außerdem ist das ISR-Getriebe nur etwa halb so schwer wie ein Doppelkupplungsgetriebe und benötigt auch deutlich weniger Platz.
Beim Fahrwerk mit Aufhängungen an ungleich langen Dreieckslenkern und beim Monocoque nahm Lamborghini Anleihen aus dem Rennsport. Der obere Querlenker betätigt die liegend eingebauten Feder-Dämpfer-Einheiten über Kniehebel. Der Vorteil dieser Konstruktion ist das bessere Ansprechverhalten und die geringere ungefederte Masse. Das Monocoque, das durch die Verwendung von Kohlenstofffasern nur 147,5 kg wiegt, birgt vor allem einen Sicherheitsvorteil, da sich im Falle eines Unfalles die Insassen in einer sicheren Fahrgastzelle befinden.

## Ausstattung
Der Aventador hat Ledersitze und einen in die Mittelkonsole eingelassenen TFT-Bildschirm. Er wird nicht mit einem Schlüssel gestartet, sondern mit einem Startknopf, der sich unter einer roten Abdeckung befindet, ähnlich dem Feuerknopf eines Kampfjets. Außen fallen vor allem die Keilform, die (bei höheren Geschwindigkeiten) ausfahrenden Kühlöffnungen am Heck sowie der in der Höhe variierende Heckflügel auf. Das Design orientiert sich an dem Concept Car Sesto Elemento und dem Sondermodell Lamborghini Reventón. Wie schon der Vorgänger Murciélago hat auch der Aventador Scherentüren.

## Serienmodelle

### Aventador Roadster

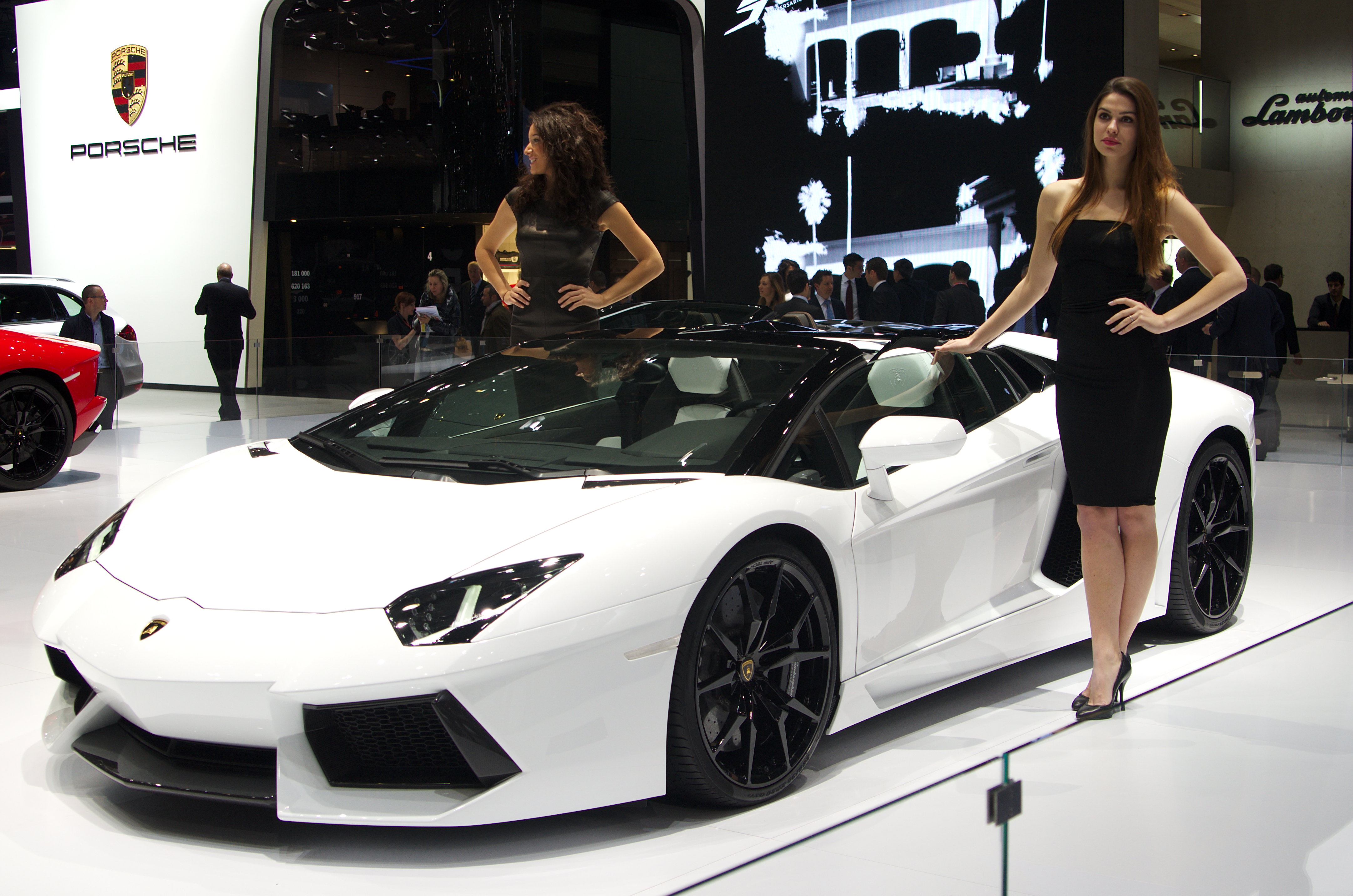
Aventador Roadster

Die offene Version des Aventador basiert technisch auf dem Coupé. Auch die Höchstgeschwindigkeit und die Beschleunigung von 0 bis 100 km/h stimmen mit den Daten des Coupés überein. Das abnehmbare Dach ist kein Stoffdach mehr wie beim Vorgänger Murciélago, sondern besteht aus zwei separaten KFK-Dachhälften zu je 6 Kilogramm, die im Kofferraum verstaut werden können. Äußerlich fällt abgesehen vom abnehmbaren Dach vor allem die neu entworfene Motorabdeckung auf. Insgesamt steigt das Gewicht des Roadsters wegen der benötigten höheren Steifigkeit der Bodengruppe um etwa 50 Kilogramm.

## Sondermodelle

### Aventador J
Der auf dem Genfer Auto-Salon im Jahr 2012 präsentierte Aventador J ist ein bei OPAC gebautes Einzelstück, das technisch auf dem Aventador LP 700-4 basiert. Auffallendes Merkmal ist der Verzicht auf ein Dach und eine Windschutzscheibe sowie ein geändertes Design an Front- und Heckschürze. Der Namenszusatz „J“ soll an den Miura Jota erinnern. Der kolportierte Preis liegt bei etwa 2 Millionen Euro.

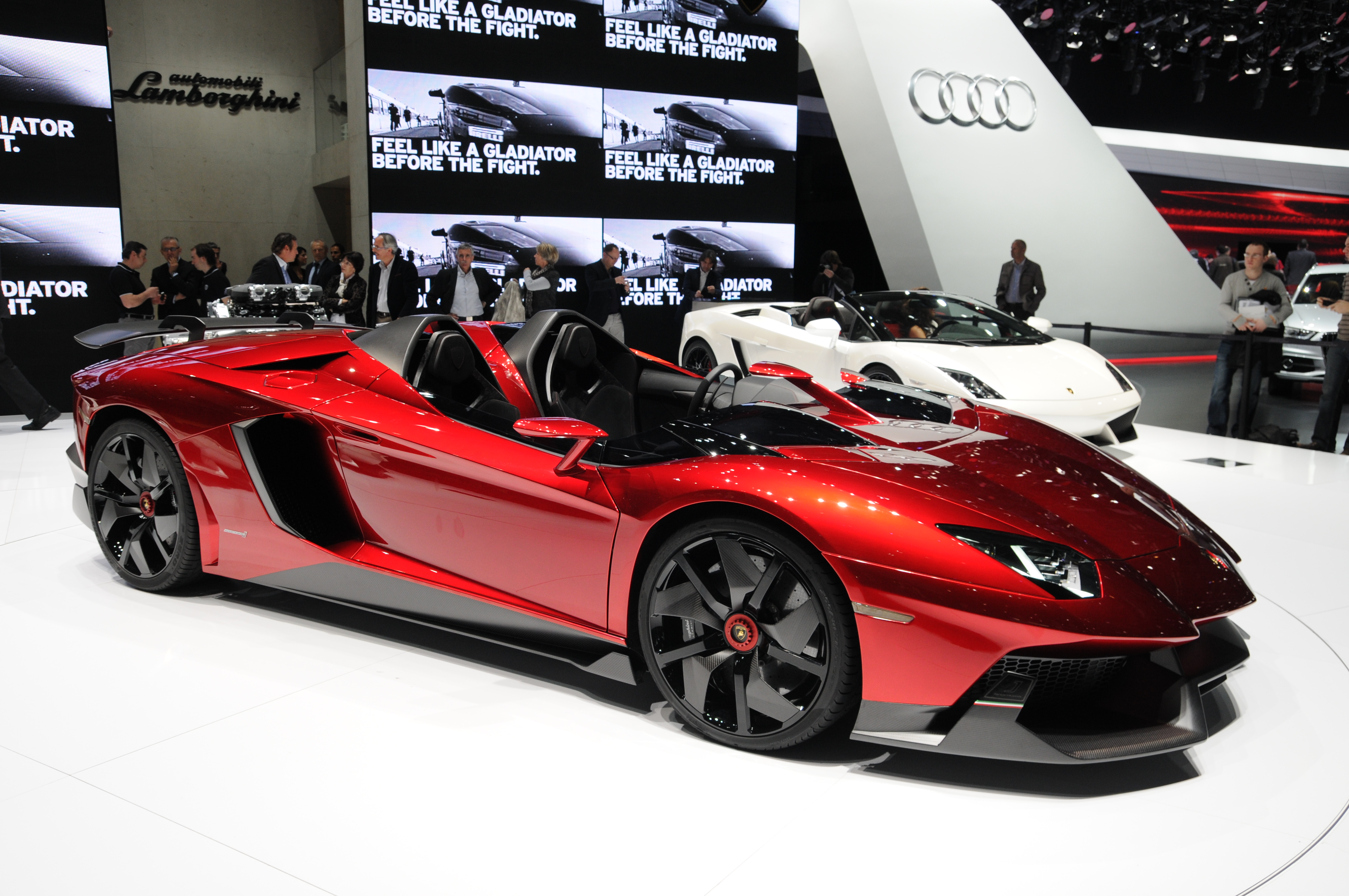
Aventador J
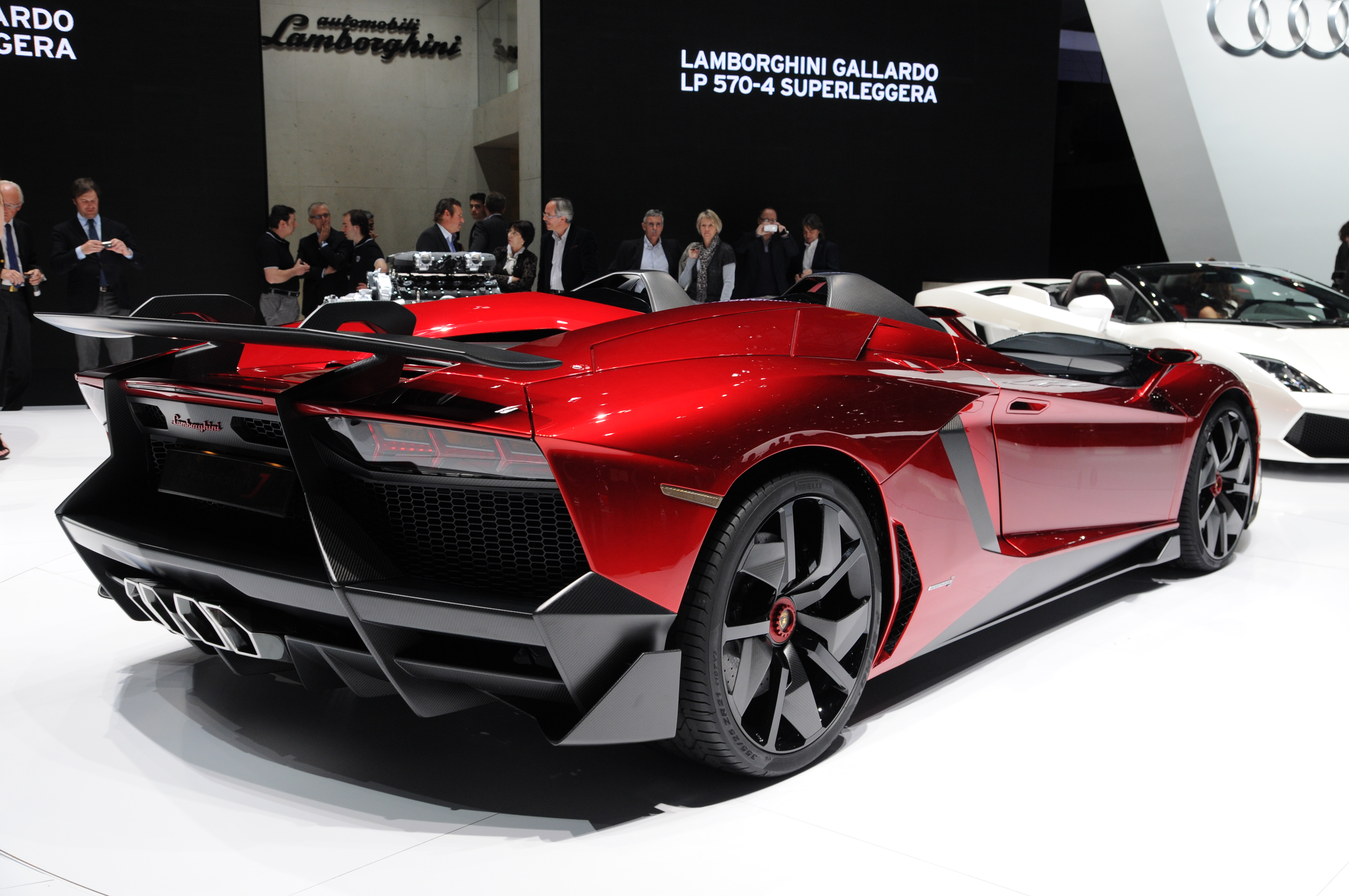
Heckansicht

### Aventador LP720-4 50° Anniversario
Pünktlich zum 50. Jahrestag der Gründung der Marke, stellte Lamborghini im April 2013 mit dem LP720-4 50° Anniversario das auf dem Aventador basierende Jubiläumsmodell vor. Speziell für diese Sonderausführung wurde der Motor um 14 kW auf 529 kW (720 PS) verstärkt, der Allradantrieb bleibt erhalten. Die vorderen und hinteren Stoßfänger sowie die Seitenschürzen wurden überarbeitet und heben sich aufgrund ihrer mattschwarzen Farbe von der gelben Karosserie ab. Geplant ist eine limitierte Produktion von 200 Fahrzeugen, 100 Coupé und 100 Roadster.

### Aventador LP750-4 Superveloce
Auf dem Genfer Auto-Salon im Jahr 2015 präsentierte Lamborghini den Aventador LP750-4 Superveloce (SV). Der überarbeitete Zwölfzylinder-Motor leistet im SV nun 750 PS, was ihn zu diesem Zeitpunkt zum stärksten Lamborghini der Firmengeschichte machte. Der Motor produziert ein Drehmoment von 690 Nm und beschleunigt das Fahrzeug von 0 auf 100 km/h in 2,8 Sekunden (0–200 km/h: 8,6 s; 0–300 km/h: 24 s). Die angegebene Höchstgeschwindigkeit liegt bei über 350 km/h. Lamborghini überarbeitete die Karosserie nach Erkenntnissen der Aerodynamik und senkte das Leergewicht des Fahrzeugs im Vergleich zum regulären Aventador um 50 kg auf 1.525 kg. Daraus resultiert ein Leistungsgewicht von 2,03 kg/PS.

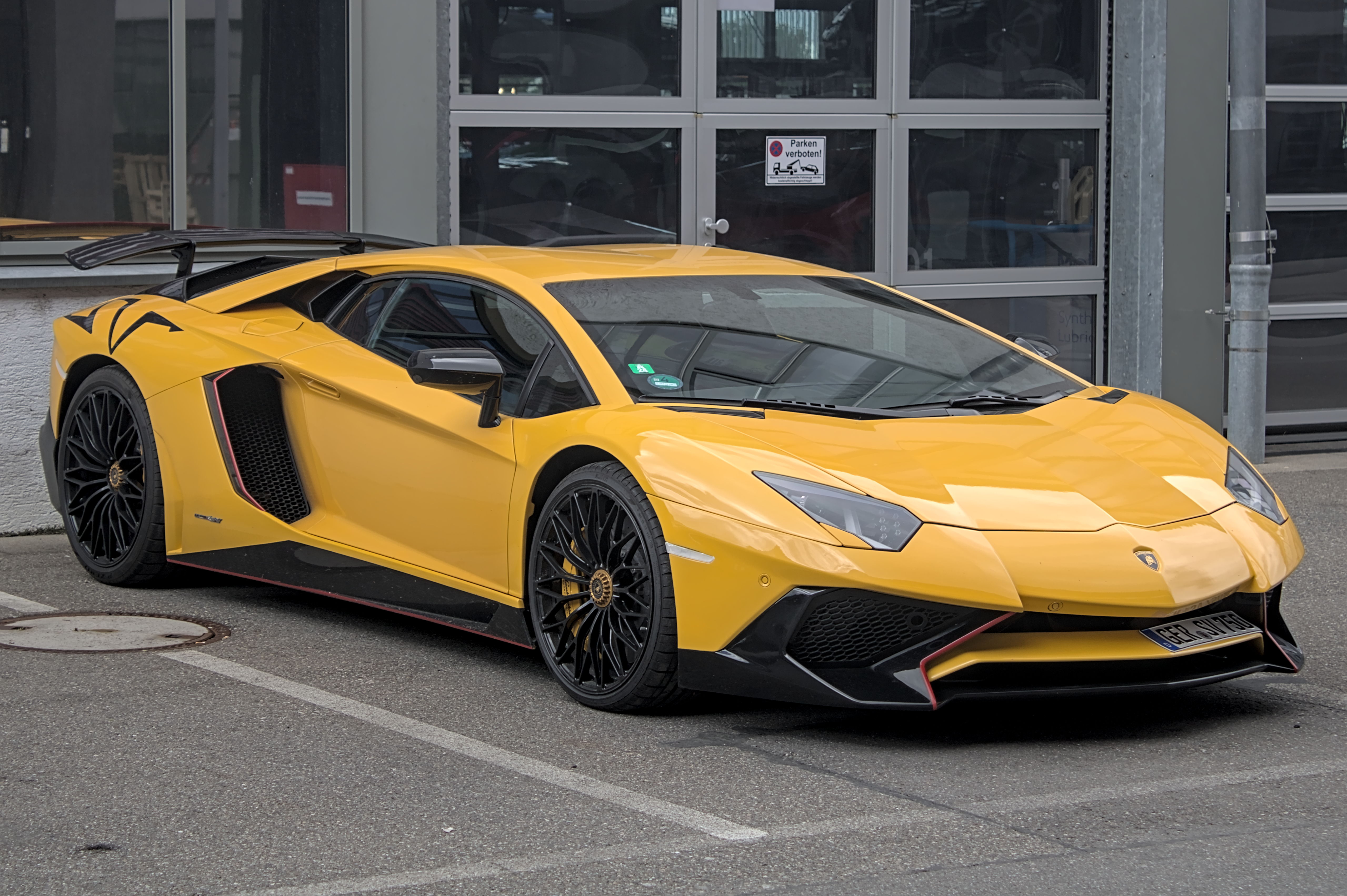
Aventador LP750-4 SV
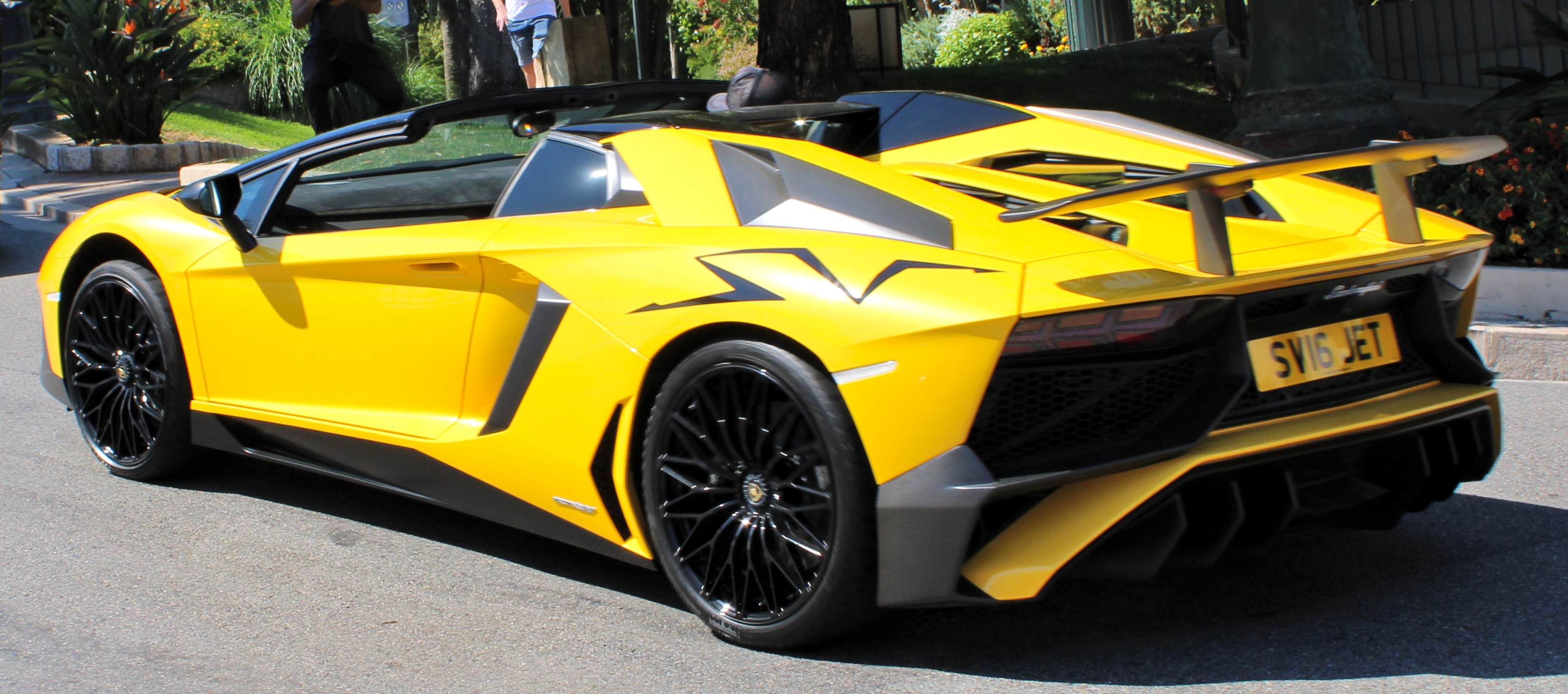
Aventador LP750-4 SV Roadster

### Aventador Miura Homage
Zum 50. Jahrestag des Erscheinens des Miura präsentierte Lamborghini im Juni 2016 auf dem Goodwood Festival of Speed ein auf 50 Exemplare limitiertes Sondermodell des Aventador. Um den Miura zu zitieren, ist der Aventador Miura Homage ausschließlich in Farbkombinationen zu haben, in denen auch der Miura erhältlich war. Zudem sind die Radhäuser und der untere Karosseriebereich goldfarben. Den Schweller ziert ein Miura-Schriftzug. Technisch bleibt das 515 kW (700 PS) starke Sondermodell unverändert.

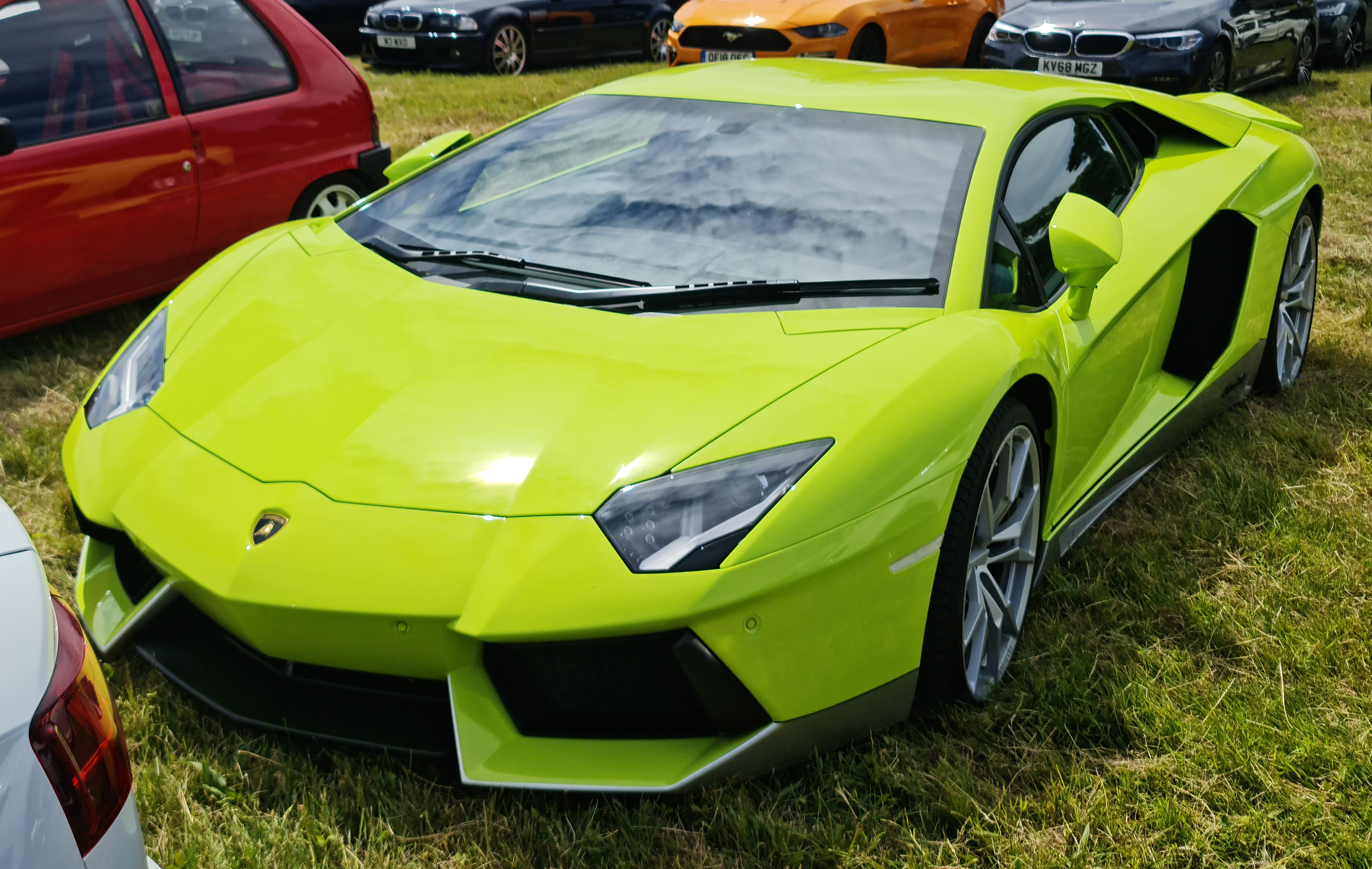
Aventador Miura Homage

### SC18 Alston
Am 16. November 2018 wurde mit dem Lamborghini SC18 Alston ein Einzelstück auf Basis des Aventador SVJ präsentiert. Das Fahrzeug ist Ergebnis einer Kooperation des hauseigenen Designstudios Centro Stile und der Lamborghini-Motorsportabteilung Squadra Corse, die mit dem SC18 erstmals einen Straßenwagen entwickelt hat.
Der V12-Saugmotor mit 566 kW (770 PS) bei 8500/min wurde unverändert aus dem SVJ übernommen. Die nun vollständig aus kohlenstofffaserverstärktem Kunststoff gefertigte Karosserie wurde grundlegend erneuert. Als Inspiration für die extreme Formgebung gilt dabei der Rennwagen Lamborghini Huracán Super Trofeo EVO. Die Endrohre des ebenfalls neu entwickelten Auspuffs sind halbhoch am Heck platziert. Das Einzelstück ist in der Farbe Grigio Daytona (Dunkelgrau) mit roten Details lackiert, womit es an den konzeptionell ähnlichen Lamborghini Sesto Elemento erinnert.

## Aventador S
Der Aventador S, der im Dezember 2016 vorgestellt wurde, ist der Nachfolger des Aventador LP700-4. Da die Karosserie und der Motor überarbeitet wurden, wurde der Abtrieb auf der Vorderachse um 130 Prozent erhöht und die Motorleistung stieg um 40 PS auf 740 PS. Der Namenszusatz S hat bei Lamborghini Tradition und war unter anderem schon beim Miura S zu finden. Die Roadster-Variante wurde auf der IAA im September 2017 in Frankfurt am Main vorgestellt. Die Auslieferung startete im Februar 2018.

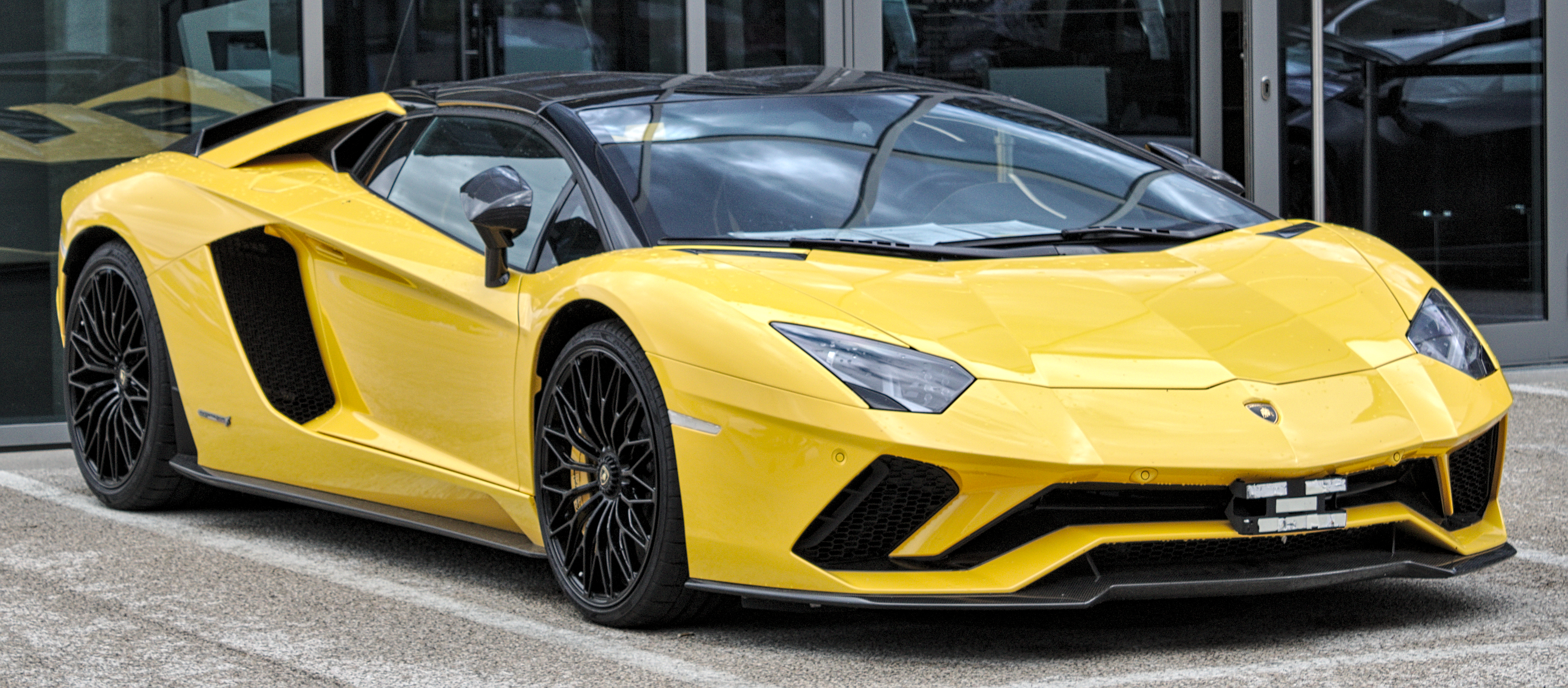
Aventador S
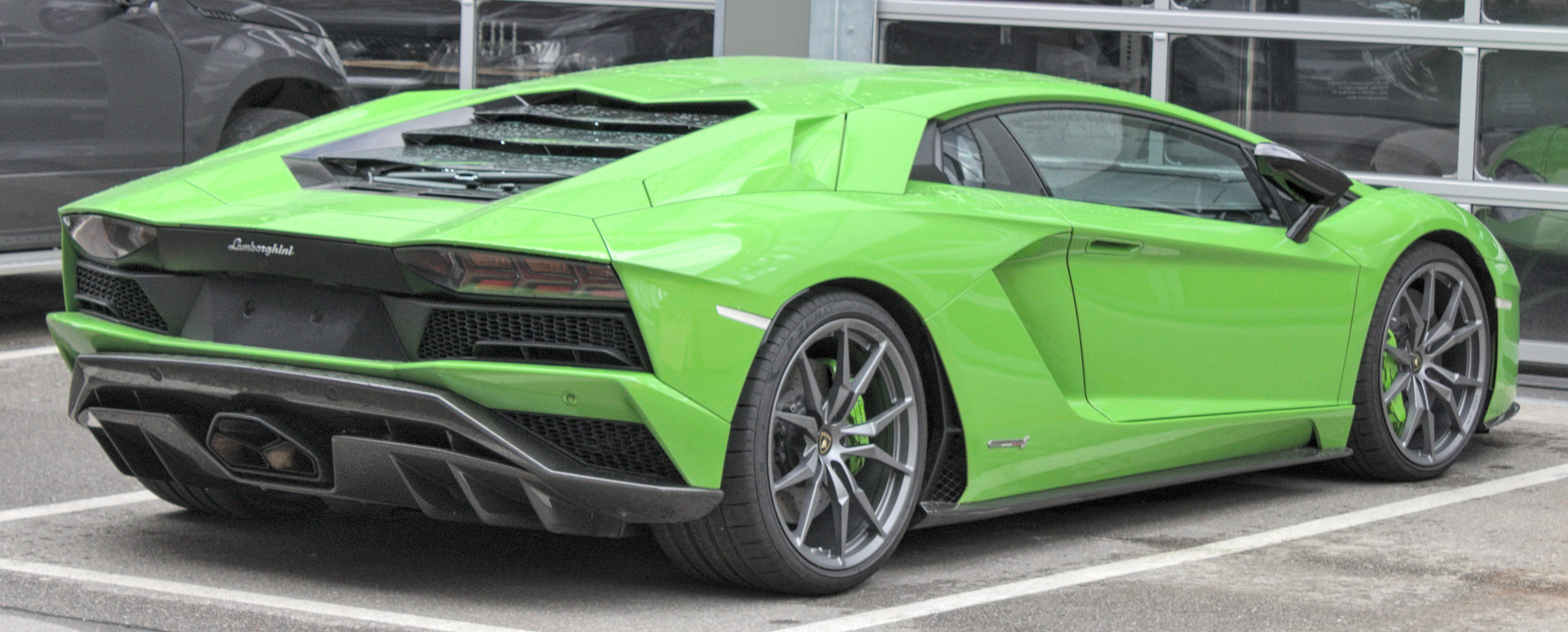
Heckansicht
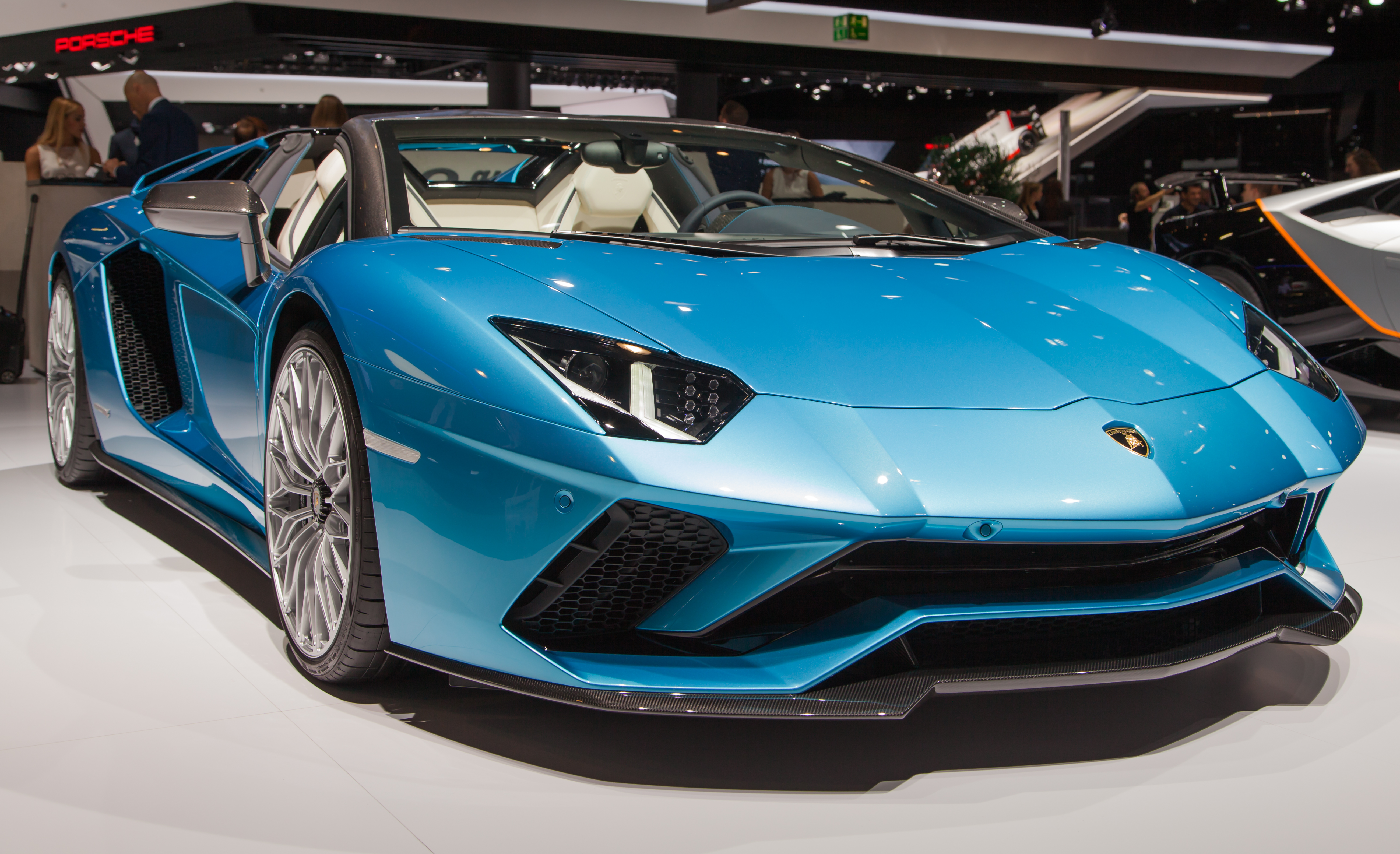
Aventador S Roadster
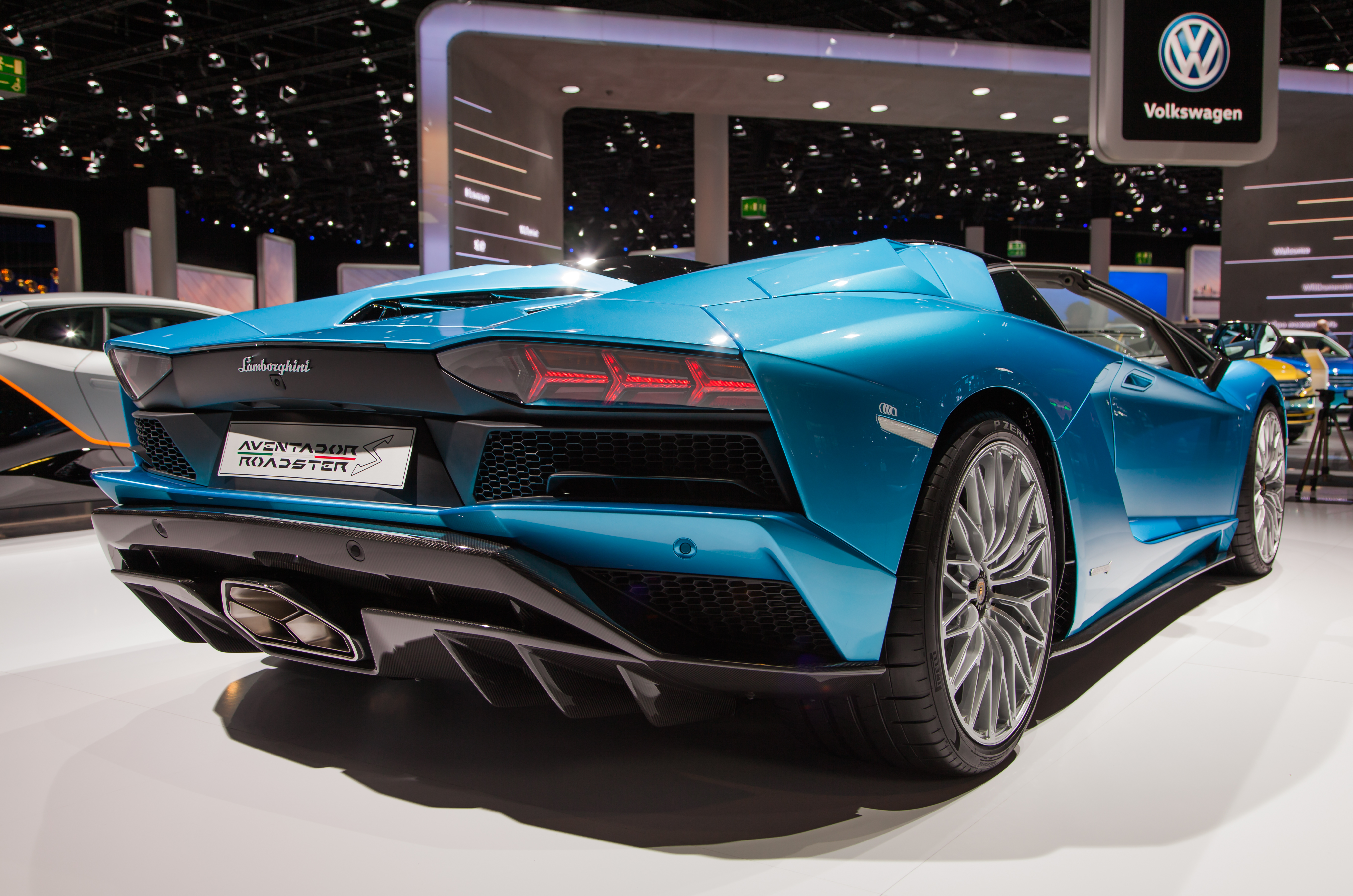
Heckansicht
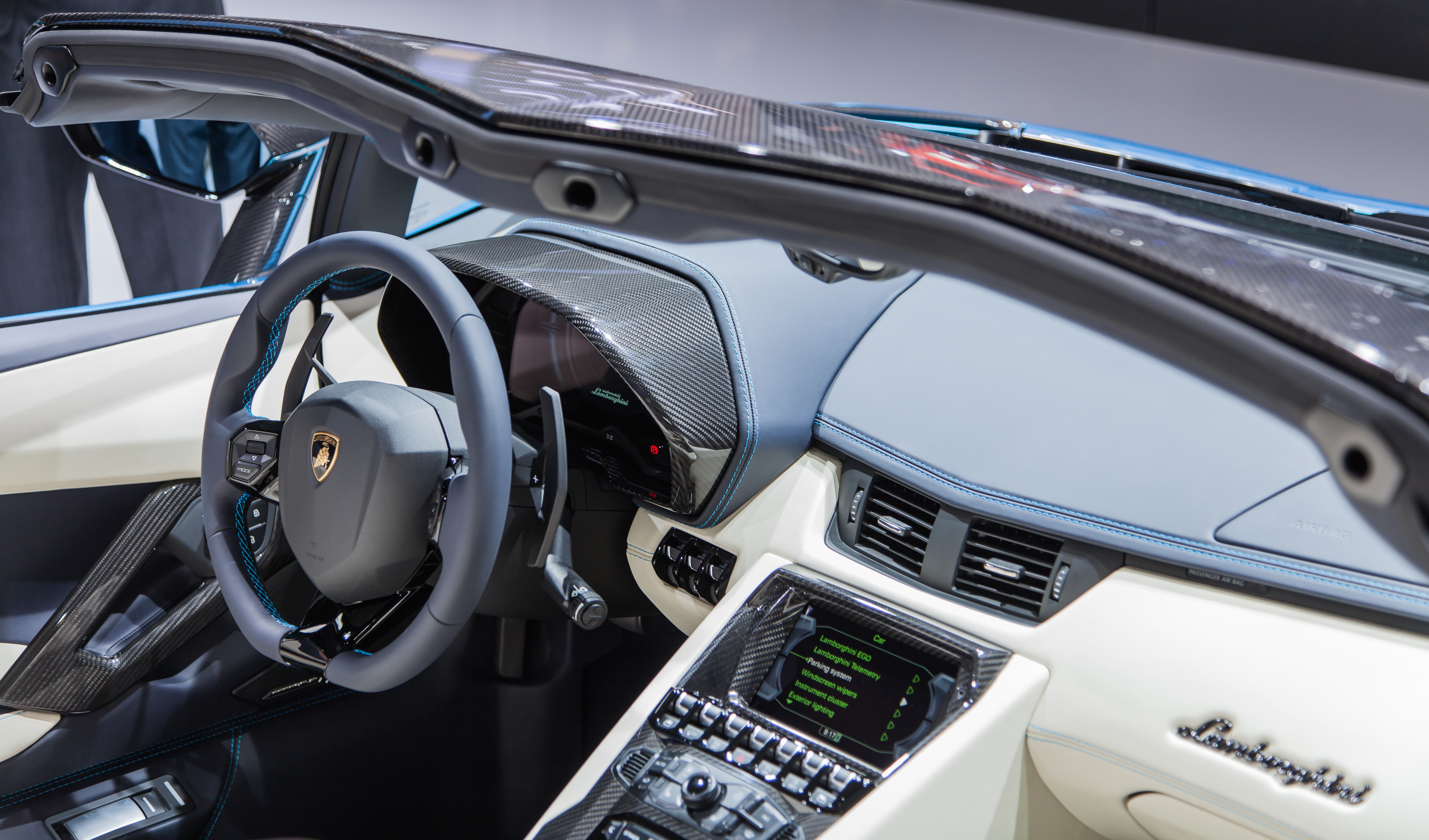
Innenraum

### Aventador SVJ
Im Rahmen des Pebble Beach Concours d’Elegance präsentierte Lamborghini im August 2018 den Aventador SVJ (Supervelocé Jota). Er stellte mit 566 kW (770 PS) das zwischenzeitlich stärkste Modell der Aventador-Baureihe dar und ist auf 800 Exemplare limitiert. Darüber hinaus hat der SVJ ein ALA 2.0 (Aerodinamica Lamborghini Attiva) genanntes Aerodynamikkonzept, das durch die automatische Ansteuerung von verstellbaren Klappen im Front- und Heckspoiler die Luftströmung über das Fahrzeug so beeinflusst, dass der Anpressdruck entsprechend der Fahrsituation variiert. So kann beispielsweise von einer Klappenstellung, die den Luftwiderstand für das Erzielen hoher Geschwindigkeiten verringert, die Luft durch Umstellung der Klappen innerhalb kürzester Zeit so umgelenkt werden, dass hoher Anpressdruck generiert wird, was wiederum schnelle Kurvenfahrten ermöglicht.
Im Sommer 2018 erreichte der Aventador SVJ mit 6:44,97 Minuten die bis dato schnellste Rundenzeit für straßenzugelassene Sportwagen auf der Nordschleife.
Der Aventador SVJ Roadster wurde im März 2019 auf dem Genfer Auto-Salon präsentiert. Er ist auf 800 Exemplare limitiert.

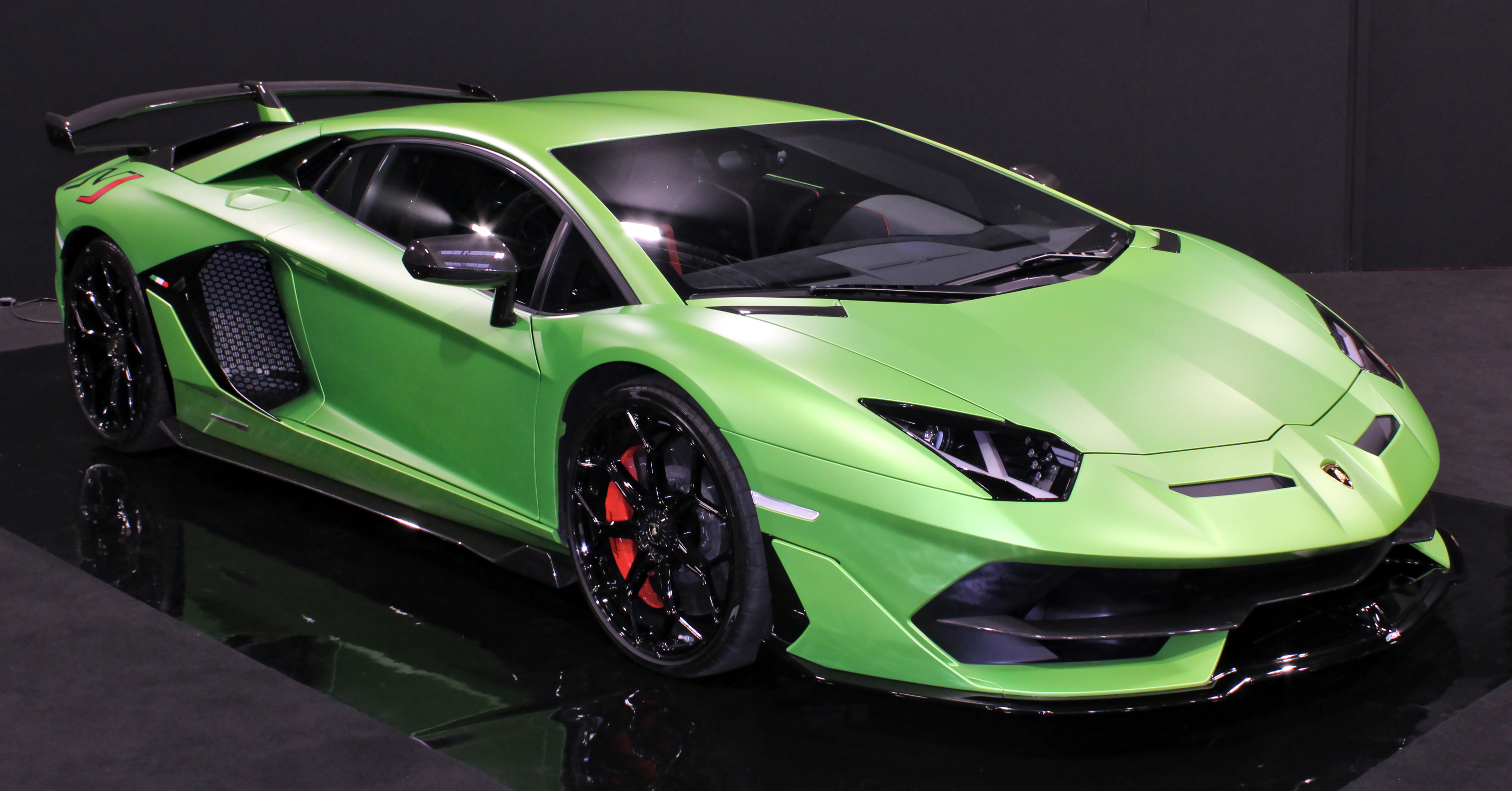
Aventador SVJ
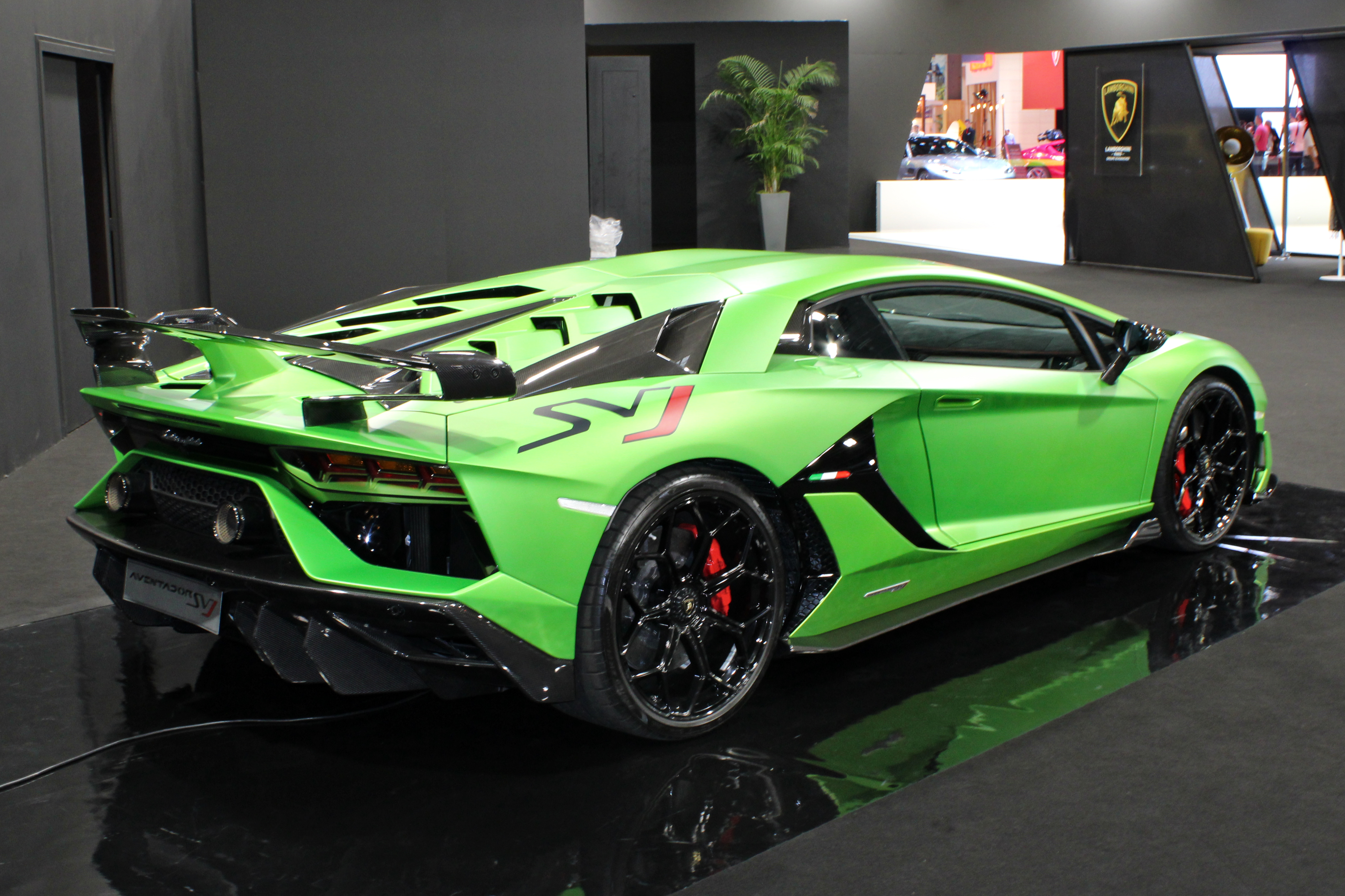
Heckansicht
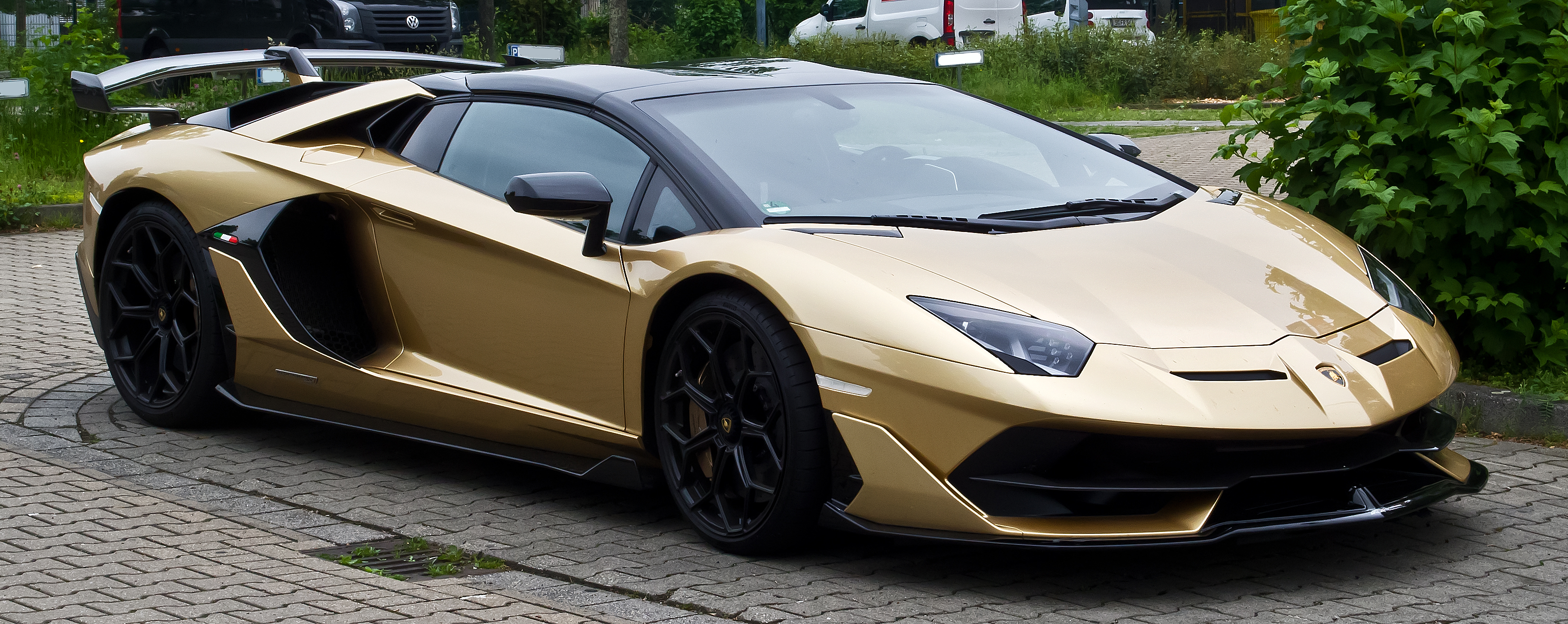
Aventador SVJ Roadster
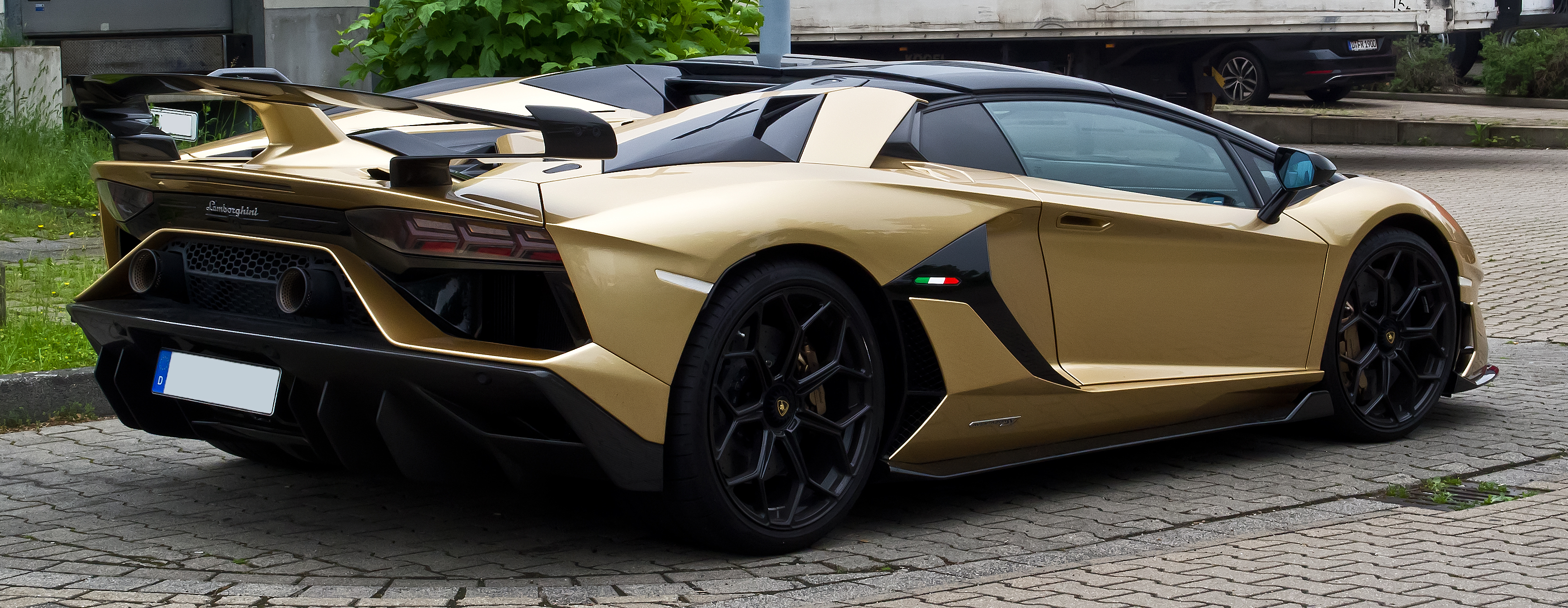
Heckansicht

### LP 780-4 Ultimae
Anlässlich des bevorstehenden Produktionsendes der Baureihe präsentierte Lamborghini im Juli 2021 das auf insgesamt 600 Exemplare (350 Coupés und 250 Roadster) limitierte Sondermodell Ultimae LP 780-4. Mit 574 kW (780 PS) ist das Modell etwas stärker als der SVJ.

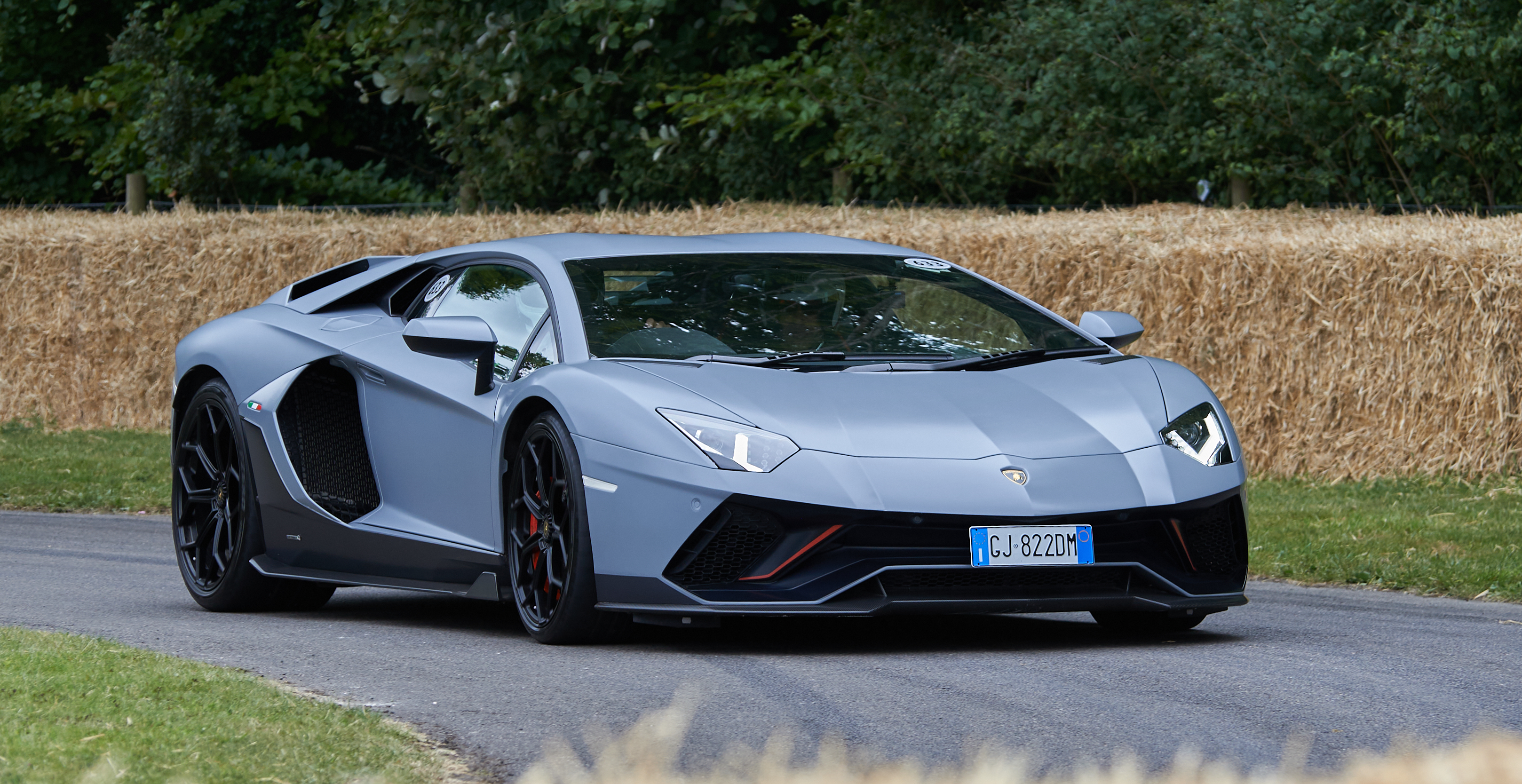
Aventador LP 780-4 Ultimae

## Technische Daten
|                       | Aventador LP 700-4                                                   | Aventador S                                                          | Aventador LP 750-4 SV                                                | Aventador SVJ                                                                           | Aventador LP 780-4 Ultimae                                                              |
| --------------------- | -------------------------------------------------------------------- | -------------------------------------------------------------------- | -------------------------------------------------------------------- | --------------------------------------------------------------------------------------- | --------------------------------------------------------------------------------------- |
| Bauzeitraum           | 09/2011–01/2017                                                      | 01/2017–06/2022                                                      | 06/2015–06/2017                                                      | 03/2019–06/2022                                                                         | 07/2021–09/2022                                                                         |
| Motor                 | 12-Zylinder-V-Motor, 60° Zylinderbankwinkel, Multipoint-Einspritzung | 12-Zylinder-V-Motor, 60° Zylinderbankwinkel, Multipoint-Einspritzung | 12-Zylinder-V-Motor, 60° Zylinderbankwinkel, Multipoint-Einspritzung | 12-Zylinder-V-Motor, 60° Zylinderbankwinkel, Multipoint-Einspritzung                    | 12-Zylinder-V-Motor, 60° Zylinderbankwinkel, Multipoint-Einspritzung                    |
| Nockenwellen          | 4                                                                    | 4                                                                    | 4                                                                    | 4                                                                                       | 4                                                                                       |
| Ventile               | 48                                                                   | 48                                                                   | 48                                                                   | 48                                                                                      | 48                                                                                      |
| Bohrung               | 95 mm                                                                | 95 mm                                                                | 95 mm                                                                | 95 mm                                                                                   | 95 mm                                                                                   |
| Hub                   | 76,4 mm                                                              | 76,4 mm                                                              | 76,4 mm                                                              | 76,4 mm                                                                                 | 76,4 mm                                                                                 |
| Hubraum               | 6498 cm³                                                             | 6498 cm³                                                             | 6498 cm³                                                             | 6498 cm³                                                                                | 6498 cm³                                                                                |
| Leistung              | 515 kW (700 PS) bei 8250/min                                         | 544 kW (740 PS) bei 8400/min                                         | 552 kW (750 PS) bei 8400/min                                         | 566 kW (770 PS) bei 8500/min                                                            | 574 kW (780 PS) bei 8500/min                                                            |
| Drehmoment            | 690 Nm bei 5500/min                                                  | 690 Nm bei 5500/min                                                  | 690 Nm bei 5500/min                                                  | 720 Nm bei 6750/min                                                                     | 720 Nm bei 6750/min                                                                     |
| Antrieb               | Allradantrieb                                                        | Allradantrieb                                                        | Allradantrieb                                                        | Allradantrieb                                                                           | Allradantrieb                                                                           |
| Lenkung               | Vorderradlenkung                                                     | Allradlenkung                                                        | Vorderradlenkung                                                     | Allradlenkung                                                                           | Allradlenkung                                                                           |
| Getriebe              | 7-Gang, sequenzielle Schaltung                                       | 7-Gang, sequenzielle Schaltung                                       | 7-Gang, sequenzielle Schaltung                                       | 7-Gang, sequenzielle Schaltung                                                          | 7-Gang, sequenzielle Schaltung                                                          |
| Bremsen v/h           | innenbelüftet, gelocht; 400 mm / 380 mm                              | innenbelüftet, gelocht; 400 mm / 380 mm                              | innenbelüftet, gelocht; 400 mm / 380 mm                              | Hydraulische Zweikreis-Bremsanlage mit Unterdruck-Bremskraftverstärker; 400 mm / 380 mm | Hydraulische Zweikreis-Bremsanlage mit Unterdruck-Bremskraftverstärker; 400 mm / 380 mm |
| Radgröße v/h          | 9J × 19 / 12J × 20                                                   | 9J × 20 / 13J × 21                                                   | 9J × 20 / 13J × 21                                                   | 9J × 20 / 13J × 21                                                                      | 9J × 20 / 13J × 21                                                                      |
| Reifengröße v/h       | 255/35 ZR19 / 335/30 ZR20                                            | 255/30 ZR20 / 355/25 ZR21                                            | 255/30 ZR20 / 355/25 ZR21                                            | 255/30 ZR20 / 355/25 ZR21                                                               | 255/30 ZR20 / 355/25 ZR21                                                               |
| Länge                 | 4780 mm                                                              | 4797 mm                                                              | 4835 mm                                                              | 4943 mm                                                                                 | 4868 mm                                                                                 |
| Breite                | 2030 mm (ohne Außenspiegel)                                          | 2030 mm (ohne Außenspiegel)                                          | 2030 mm (ohne Außenspiegel)                                          | 2098 mm                                                                                 | 2098 mm                                                                                 |
| Höhe                  | 1136 mm                                                              | 1136 mm                                                              | 1136 mm                                                              | 1136 mm                                                                                 | 1136 mm                                                                                 |
| Radstand              | 2700 mm                                                              | 2700 mm                                                              | 2700 mm                                                              | 2700 mm                                                                                 | 2700 mm                                                                                 |
| Gewichtsverteilung    | 43 % vorn, 57 % hinten                                               | 43 % vorn, 57 % hinten                                               | 43 % vorn, 57 % hinten                                               | 43 % vorn, 57 % hinten                                                                  | 43 % vorn, 57 % hinten                                                                  |
| Leergewicht           | 1575 kg (trocken)                                                    | 1575 kg (trocken)                                                    | 1525 kg (trocken)                                                    | 1525 kg (trocken)                                                                       | 1550 kg (trocken)                                                                       |
| Leistungsgewicht      | 2,19 kg/PS (trocken)                                                 | 2,13 kg/PS (trocken)                                                 | 2,03 kg/PS (trocken)                                                 | 1,98 kg/PS (trocken)                                                                    | 1,98 kg/PS (trocken)                                                                    |
| Höchstgeschwindigkeit | 350 km/h (abgeregelt)                                                | 350 km/h (abgeregelt)                                                | 350 km/h (abgeregelt)                                                | 351 km/h (abgeregelt)                                                                   | 355 km/h (abgeregelt)                                                                   |
| 0 bis 100 km/h        | 2,9 s                                                                | 2,9 s                                                                | 2,8 s                                                                | 2,8 s                                                                                   | 2,8 s                                                                                   |
| 0 bis 200 km/h        | 8,6 s                                                                | 8,8 s                                                                | 8,4 s                                                                | 8,6 s                                                                                   | 8,7 s                                                                                   |
| Tankinhalt            | 90 Liter                                                             | 90 Liter                                                             | 90 Liter                                                             | 90 Liter                                                                                | 90 Liter                                                                                |
| Verbrauch             | 16,0 Liter pro 100 km                                                | 16,9 Liter pro 100 km                                                | 16,0 Liter pro 100 km                                                | 19,6 Liter pro 100 km                                                                   |                                                                                         |
| CO2-Emission          | 370 g/km                                                             | 394 g/km                                                             | 370 g/km                                                             | 452 g/km                                                                                |                                                                                         |
| Abgasnorm             | Euro 6                                                               | Euro 6d-TEMP 1                                                       | Euro 6                                                               | Euro 6d-TEMP 2                                                                          | Euro 6d                                                                                 |
| Grundpreis            | 321.500 €                                                            | 335.050 €                                                            | 389.356 €                                                            | 419.602 €                                                                               |                                                                                         |

## Zulassungszahlen
Zwischen 2011 und 2020 sind in Deutschland insgesamt 2.018 Aventador neu zugelassen worden. Danach wurden keine modellspezifischen Zulassungszahlen für die Baureihe vom Kraftfahrt-Bundesamt mehr veröffentlicht.
|  |

|  |

|  |

|  |

|  |

|  |

|  |

|  |

|  |

|  |

|  |

|  |

|  |

|  |

|  |

|  |

|  |

|  |

|  |

|  |

|  |

|  |

|  |

|  |

|  |

|  |

|  |

|  |

|  |

|  |

|  |

|  |

|  |

|  |

|  |

|  |

|  |

|  |

|  |

|  |

|  |

|  |

|  |

|  |

|  |

|  |

|  |

|  |

|  |

|  |

|  |

|  |

|  |

|  |

|  |

|  |

|  |

|  |

|  |

|  |

|  |

|  |

|  |

|  |

|  |

|  |

|  |

|  |

|  |

|  |

|  |

|  |

|  |

|  |

|  |

|  |

|  |

|  |

|  |

|  |

|  |

|  |

|  |

|  |

|  |

|  |

|  |

|  |

|  |

|  |

|  |

|  |

|  |

|  |

|  |

|  |

|  |

|  |

|  |

|  |

|  |

|  |

|  |

|  |

|  |

|  |

|  |

|  |

|  |

|  |

|  |

|  |

|  |

|  |

|  |

|  |

|  |

|  |

|  |

|  |

|  |

|  |

|  |

|  |

|  |

|  |

|  |

|  |

|  |

|  |

|  |

|  |

|  |

|  |

|  |

|  |

|  |

|  |

|  |

|  |

|  |

|  |

|  |

|  |

|  |

|  |

|  |

|  |

|  |

|  |

|  |

|  |

|  |

|  |

|  |

|  |

|  |

|  |

|  |

|  |

|  | Benziner (2.891) |

|  | Benziner (2.891) |

## Produktionszahlen
Gesamtproduktion des Aventador von 2011 bis 2022:
| Jahr     | 2011 | 2012 | 2013  | 2014  | 2015  | 2016  | 2017  | 2018  | 2019  | 2020 | 2021 | 2022 | Summe |
| -------- | ---- | ---- | ----- | ----- | ----- | ----- | ----- | ----- | ----- | ---- | ---- | ---- | ----- |
| Coupé    | 447  | 958  | 710   | 456   | 666   | 587   | 1.008 | 578   | 786   | 595  | 410  |      |       |
| Roadster |      | 18   | 403   | 654   | 413   | 573   | 278   | 638   | 219   | 281  | 218  |      |       |
| Summe    | 447  | 976  | 1.113 | 1.110 | 1.079 | 1.160 | 1.286 | 1.216 | 1.005 | 876  | 628  |      |       |

## Weitere Bilder

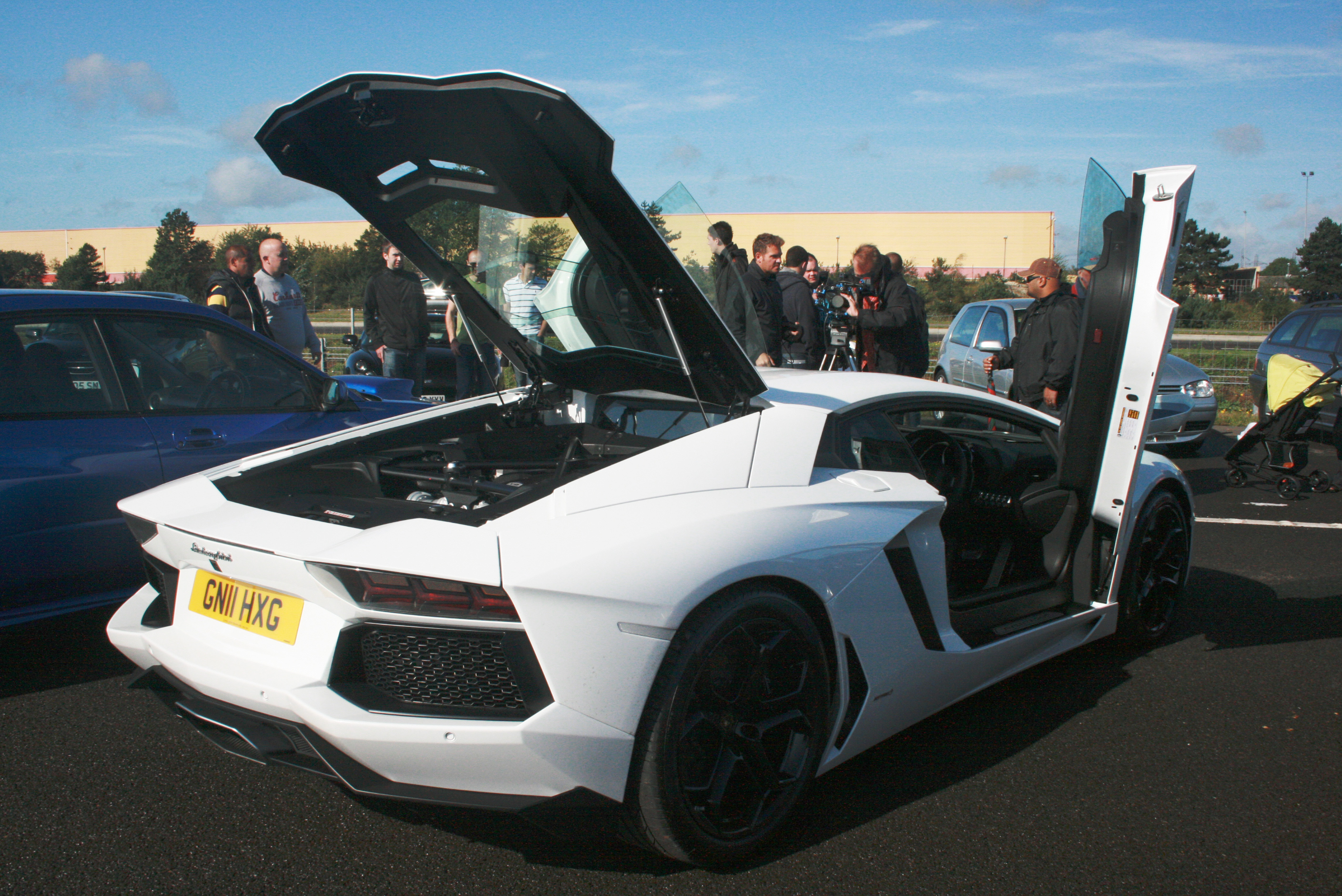
Aventador mit geöffneter Motorhaube und ausgeklappten Scherentüren
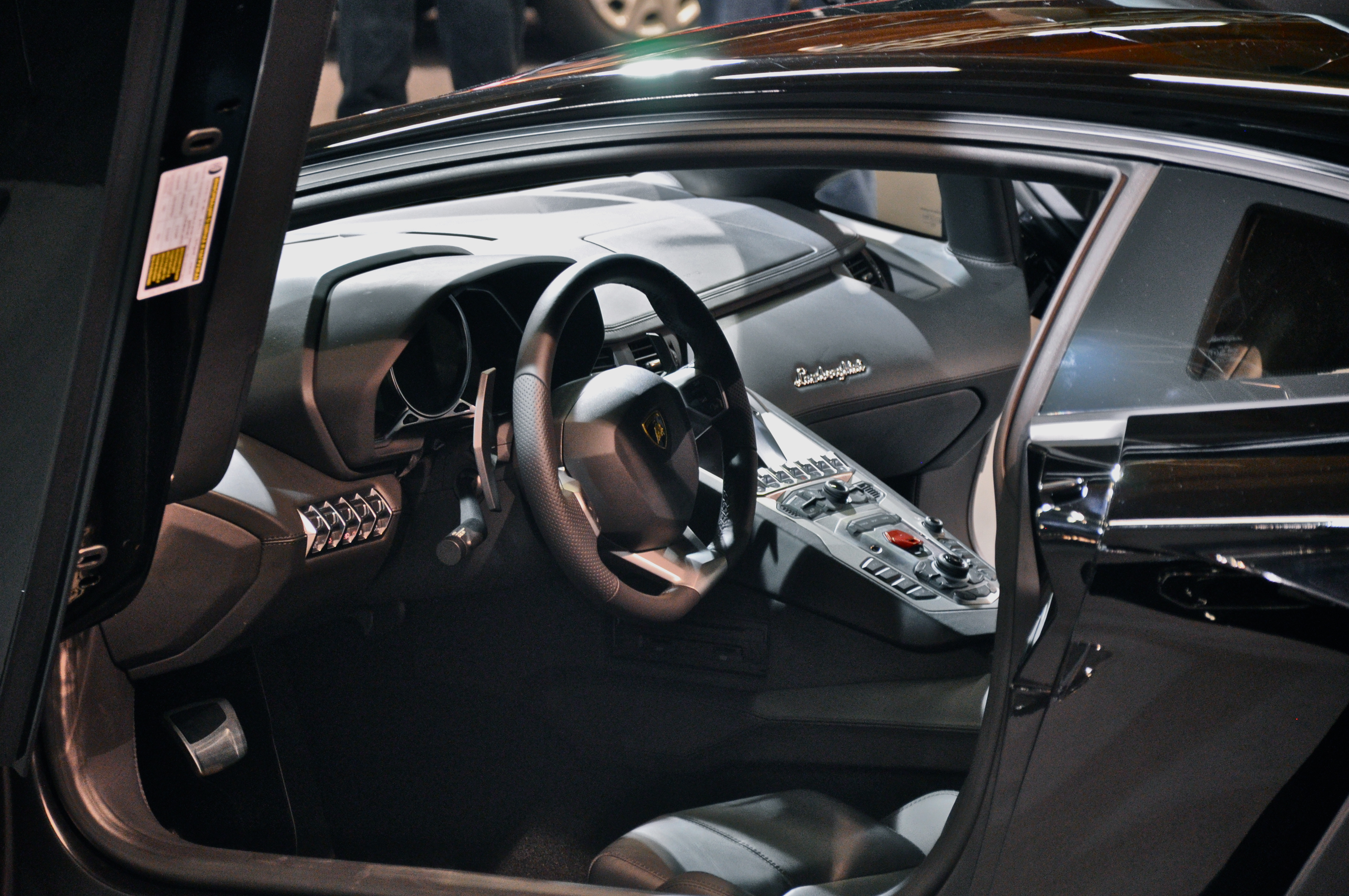
Innenraum
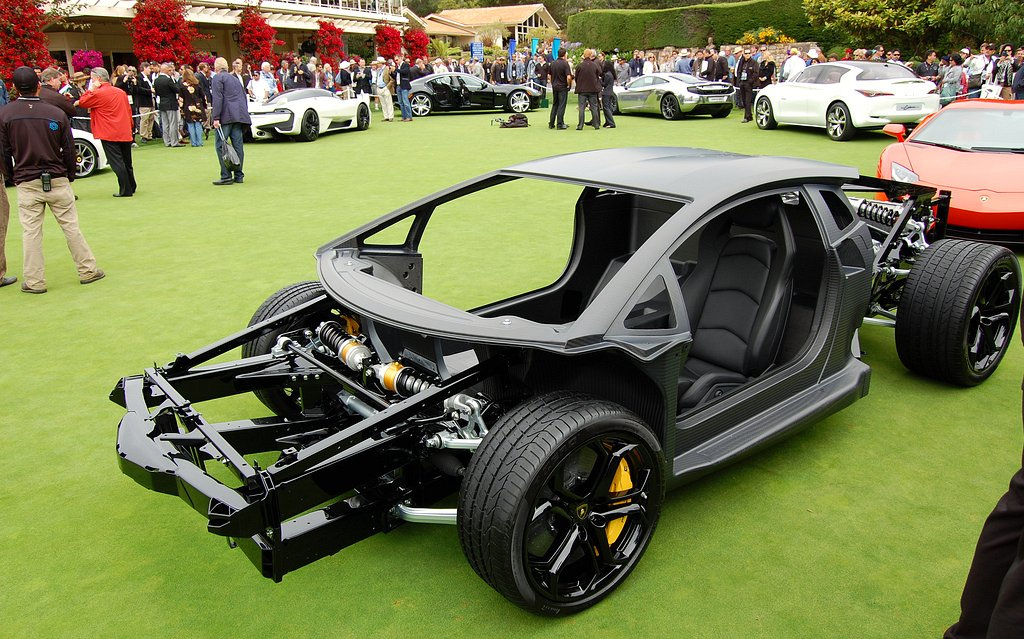
Chassis
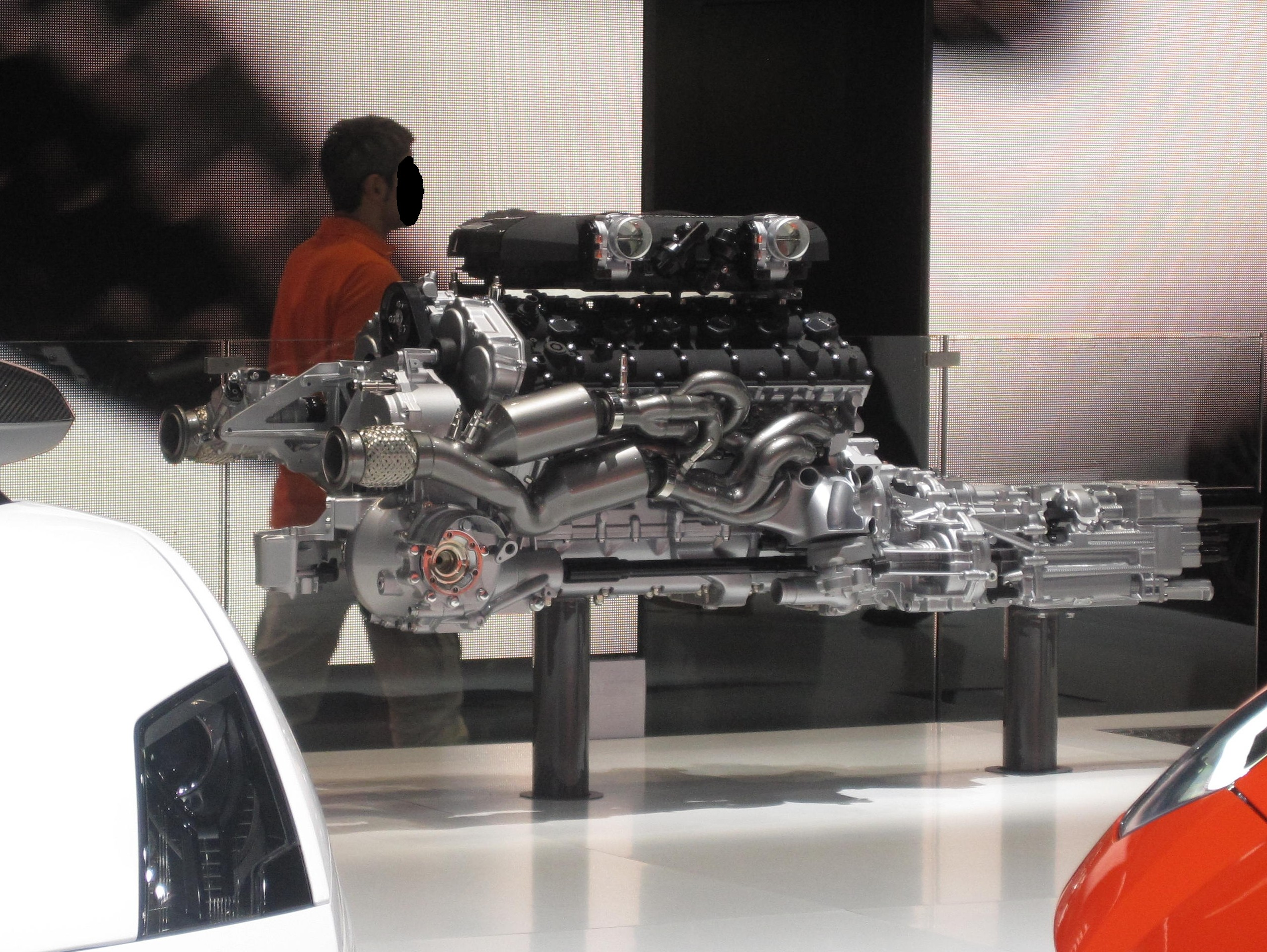
Motor

## Trivia
Im April 2013 gab die Polizei im Emirat Dubai bekannt, dass man zukünftig einen Aventador als Einsatzfahrzeug verwenden werde. Man wolle damit Dubais Image von Luxus und Wohlstand aufbessern und zeigen, dass man die Finanzkrise von 2008 erfolgreich überwunden habe. Ob die Polizei selbst für die Kosten des Fahrzeuges aufkam oder ob es sich um ein Sponsoring von Lamborghini handelte, wurde nicht bekannt gegeben.